# Claudia Andrea López
Claudia Andrea López, apodada La Chica 10 (Trelew, 4 de julio de 1979), es una boxeadora argentina.
Ha obtenido los títulos mundiales en las categorías supergallo (UBC), peso pluma (WBA) y superpluma (IBF).

## Biografía
Debutó como profesional el 17 de febrero de 2006 en el Gimnasio Municipal Nº 1 de Comodoro Rivadavia venciendo por decisión unánime a Patricia Alejandra Giménez.
También peleó con la boxeadora comodorense Graciela “la bombardera “ Becerra, ganando por ko
. 
El 18 de mayo de 2007 se consagra campeona mundial peso supergallo de la UBC, al vencer por decisión unánime a María del Carmen Potenza en Comodoro Rivadavia.
El 6 de junio de 2009 se consagra campeona mundial interina de peso pluma de la WBA, al vencer a Betina Gabriela Garino, en Trelew. Pierde el título en la primera defensa el 30 de abril de 2010, ante Hyun-Mi Choi, en Corea del Sur.
El 18 de marzo de 2011 gana el título Latino de la WBC en el peso supergallo al vencer por nockout a Verena Crespo en Trelew.
El 5 de octubre de 2012 obtiene el título mundial vacante de peso superpluma de la IBF, al vencer por decisión unánime a María Elena Maderna, en el Auditorio Presidente Néstor Kirchner del Mercado Central de Tapiales. Pierde el título en su primera defensa, el 27 de abril de 2013, ante Dahiana Santana, y lo vuelve a recuperar el 16 de agosto de 2013, ante Diana Ayala.